# Trizogeniates dispar
Trizogeniates dispar är en skalbaggsart som beskrevs av Hermann Burmeister 1844. Trizogeniates dispar ingår i släktet Trizogeniates och familjen Rutelidae. Inga underarter finns listade i Catalogue of Life.